# Ozero Chistoe (Mac-Robertson-Land)
Ozero Chistoe (englische Transkription von russisch Озеро Чистое Osero Tschistoje, deutsch ‚Sauberer See‘) ist ein See im ostantarktischen Mac-Robertson-Land. Er liegt unmittelbar östlich der Else-Plattform.
Russische Wissenschaftler nahmen seine Benennung vor.